# سالا باجانتزا
سالا باجانتزا (به ایتالیایی: Sala Baganza) یک کومونه در ایتالیا است که در استان پارما واقع شده‌است. سالا باجانتزا ۳۰٫۹ کیلومتر مربع مساحت و ۵٬۰۴۵ نفر جمعیت دارد و ۱۷۶ متر بالاتر از سطح دریا واقع شده‌است.